# Ipoplasia
Per  ipoplasia  si intende uno sviluppo anormale (incompleto o ridotto) di un organo o di un tessuto. Il suo opposto si chiama iperplasia. Una forma simile ma più grave è l'aplasia dove invece lo sviluppo viene completamente a mancare.

## Eziologia
La causa che comporta tale anomalia nell'organismo è dovuto soprattutto ad una diminuzione del numero di cellule. La conseguenza di un'ipoplasia in un individuo è che l'organo appare di ridotte dimensioni rispetto alla normalità.

## Tipologia
Fra le numerose patologie esistenti si segnalano:
- Ipoplasia della mammella
- Ipoplasia focale dermica
- Ipoplasia trico-cartilaginea
- Ipoplasia oligonefrica
- Ipoplasia delle paratiroidi
- Ipoplasia del ventricolo sinistro, in cardiologia
- Ipoplasia cerebellare
- Ipoplasia arterie tibiali anteriori bilaterali
- Ipoplasia venosa
- Ipoplasia del glande
- Ipoplasia renale segmentale o rene di Ask-Upmark